# دختر دیگر
دختر دیگر (انگلیسی: The Other Girl) یک فیلم کمدی صامت کوتاه آمریکایی است که در سال ۱۹۱۶، منتشر شد. از بازیگران این فیلم می‌توان به اولیور هاردی، فلورنس مک‌لاکلین و اتل برتون اشاره کرد.